# Cicindela fera
Cicindela fera är en skalbaggsart som beskrevs av Louis Alexandre Auguste Chevrolat 1834. Cicindela fera ingår i släktet Cicindela och familjen jordlöpare. Inga underarter finns listade i Catalogue of Life.